# واهان مخیتاریان (زیست‌شیمی‌دان)
واهان گریگوری مخیتاریان (ارمنی: Վահան Գրիգորի Մխիթարյան؛  زادهٔ ۱۶ نوامبر ۱۹۱۰ - درگذشته ۱۹۹۲) یک زیست‌شیمی‌دان اهل ارمنستان بود.

## زندگی‌نامه
در ۲۹ نوامبر [سبک قدیمی: ۱۶ نوامبر] ۱۹۱۰ در تفلیس به دنیا آمد و از دانشگاه پزشکی دولتی ایروان (۱۹۳۲) فارغ‌التحصیل شد.  وی عضو فرهنگستان ملی علوم ارمنستان (۱۹۶۸) بود. وی همچنین برنده دانشمند شایسته ارمنستان شوروی (۱۹۸۱)، نشان جنگ میهنی (درجه دو) و نشان برجسته افتخار شده است. وی در ۱۹۹۲ در سن ۸۲ سالگی درگذشت.

## یادداشت
1. ↑  կենսաբանական գիտությունների դոկտո